# Otwór ślepy (kość czołowa)
Otwór ślepy (łac. foramen cecum) – element kostny powierzchni wewnętrznej łuski kości czołowej i jednocześnie dołu przedniego czaszki.
Otwór ślepy położony jest w płaszczyźnie pośrodkowej, bezpośrednio poniżej grzebienia czołowego (crista frontalis), a do przodu od grzebienia koguciego (crista galli). Otwór niekiedy położony jest na granicy kości czołowej i kości sitowej. Zwężając się stopniowo, prowadzi w obręb kolca nosowego (spina nasalis) ślepo się w nim kończąc. Zawiera wypustkę opony twardej, a jeśli jest drożny, prowadzi też bezimienną żyłkę łączącą sieć żylną jamy nosowej z zatoką strzałkową górną.